# Брусин, Леонид Аркадьевич
Леони́д Арка́дьевич Бру́син (25 января 1942, село Тоншаево, Горьковская область — 18 октября 2018, Тверь) — советский и российский актёр, народный артист Российской Федерации (2004).

## Биография
Родился в семье артистов Астраханского театра драмы Татьяны Клюевой и заслуженного артиста РСФСР Арона Лейбовича (Аркадия Леонидовича) Брусина (1913—1969).
В 1966 году окончил школу-студию МХАТ.
В 1966—1970 годы работал в Тамбовском областном драмтеатре. С 1970 года — в труппе Тверского театра драмы. Член Союза театральных деятелей Российской Федерации (Всероссийского театрального общества).
Умер 18 октября 2018 года после продолжительной болезни. Похоронен на Дмитрово-Черкасском кладбище под Тверью.

## Творчество
Сыграл более 80 ролей в театре.

### Роли в театре
Тверской театр драмы
- Фома — «Денис Давыдов» Соловьева
- Николай I — «Шаги командора» Коростылева
- Андрющенко — «Ночные забавы» Мережко
- Мурад — «Похожий на льва» Ибрагимбекова
- Саша — «Убьем мужчину?» Радзинского
- Березин — «Дети Арбата» Рыбакова
- Дунькин муж — «Варвары» Горького
- Френк Стрэнг — «Эквус» Шеффера
- Симеонов-Пищик — «Вишневый сад» Чехова
- Граф Зефиров — «Лев Гурыч Синичкин» Ленского
- Олешунин — «Красавец мужчина» Островского
- Одиноков, Гвоздев — «Умники» Антохина
- Игорь — «Тема с вариациями» Алешина
- Воробьев — «Черные птицы» Проскурина
- Экспедитор — «Провинциальные анекдоты» Вампилова
- Клаверов — «Тени» Салтыкова-Щедрина
- Шорохов — «Змеелов» Карелина
- Он — «Черепаший день, или Супружеская идиллия» Джованни
- Рамзин — «Выбор» Бондарева
- Леон де Сенпе — «Генералы в юбках» Ануя
- Отто Шмидт — «Последняя остановка» Ремарка
- Протасов — «Угрюм-река» Шишкова
- Валдайцев — «Вина» Кургатникова
- Филлип-Брейн-Шейх — «Много шума … и ничего» Фрейна
- Муж — «Играем в мужа и жену» Топалова
- Фрэнк — «Французские штучки» Брикера и Ласега
- Стива Облонский — «Анна Каренина» Толстого
- Эндрю Уайк — «Игра» Шеффера
- Райский — «Обрыв» Гончарова
- Марио — «Любовь до гроба» Николаи
- Граф Шрусбери — «Елизавета против Елизаветы» Шиллера
- Хмелик — «Любовь пани Конти» Заградника
- Муров — «Без вины виноватые» Островского
- Городулин — «На всякого мудреца довольно простоты» Островского
- Инспектор Траутон — «Слишком женатый таксист» Куни
- Филипп Дэбни — «Ещё один Джексон, или Перебор» Бергера
- Раймонд Батлер — «Богема» Уолтер и Питер Маркс
- Иванов — «Феномены» Горина
- Оливер Баррет III — «История любви» Сигала
- Билл — «Клинический случай» Куни
- Редозубов — «Варвары» Горького
- Рукосуев — «Провинциальные анекдоты» Вампилова
- Гарольд Корриндж, коллекционер старинного фарфора, сосед Бриндсли — «Чёрная комедия» Шеффера

Участвовал в тверских актёрских фестивалях «Созвездие».

### Роли в кино
- 1966 «Королевская регата» — Викентий, гребец
- 2008 «Кадетство» — генерал-полковник Кубин
- Кавалер на балу Наташи Ростовой в "Войне и мир", режиссёр С. Бондарчук, 1965-67 гг, СССР

## Награды и признание
- Заслуженный артист Российской Федерации (1994)
- Народный артист Российской Федерации (2004)
- Знак «Во благо земли Тверской» (2017)[3]
- премия «За честь и достоинство» имени народной артистки РСФСР Татьяны Александровны Еремеевой (Битрих) (2017; Тамбов)[7].